# Kojak
Kojak is een Amerikaanse televisieserie, die van 1973 tot 1978 werd uitgezonden, en ook in Nederland en België op de buis kwam. Hoofdpersoon was inspecteur Theo Kojak, gespeeld door Telly Savalas.

## Verhaal
In het 13e politiedistrict van New York is inspecteur Theo Kojak aangesteld als het hoofd van de rechercheafdeling Manhattan South. Kojak is een opvallende verschijning: hij is kaal en heeft regelmatig een lolly in zijn mond. De lolly is een substituut voor de sigaretten, waar Kojak vanaf probeert te komen. Wat echter belangrijker is, is dat Kojak onomkoopbaar is en voor resultaten zorgt. Dat hij daarbij weleens een eigen draai aan de regels geeft, wordt hem vergeven. De favoriete uitspraak van de inspecteur is "Who loves ya, baby?" wanneer hij weer eens een crimineel heeft ingerekend. Kojak heeft geen prettig humeur, hij is cynisch en snauwt regelmatig zijn ondergeschikten af. Vooral detective Stavros (gespeeld door Savalas' broer George Savalas) moet het ontgelden, maar ook de rechercheurs Saperstein en Rizzo krijgen hun portie. Het meest gesteld is Kojak op rechercheur Bobby Crocker die nauw met hem samenwerkt. Kojak is trots op zijn Grieks-Amerikaanse afkomst, al is hij in zijn doen en laten volledig Amerikaans. Hoofdinspecteur Frank McNeil heeft de ondankbare taak om de soms grillige Kojak in het gareel te houden.

## Pilotaflevering
De serie is bedacht door Abby Mann, die zich voor de pilotaflevering baseerde op een waargebeurd verhaal. In 1963 werden in hun gedeelde flat in Manhattan twee vrouwen van het leven beroofd. De dubbele moord kwam bekend te staan als de 'Career Girls Murders'. De politie arresteerde een Afro-Amerikaan, George Whitmore, en wist op illegale wijze een bekentenis los te krijgen. Whitmore werd echter vrijgelaten nadat een ander politieteam opnieuw onderzoek had gedaan en de echte moordenaar had achterhaald. Abby Mann baseerde zijn hoofdfiguur, Theo Kojak, op enkele rechercheurs van dat tweede team, met name op inspecteur Thomas J. Cavanagh. De pilotaflevering gaat over de moord op twee carrièrevrouwen in Manhattan en kreeg de titel 'The Marcus-Nelson Murders'. Inspecteur Kojak onderzoekt hierin de moord en stuit op een scala van vooroordelen, machtsmisbruik en veronachtzaming van burgerrechten. Hiermee is de toon gezet voor de rest van de serie.

## Vervolgseries
In 1978 begonnen de kijkcijfers tegen te vallen en werd de serie stopgezet. In 1985 en 1987 kwamen er nog twee televisiefilms met Kojak in de hoofdrol, The Belarus File en The Price of Justice. In beide films speelt Telly Savalas weer de hoofdrol. Tussen 1989 en 1990 speelde Savalas weer de rol van Kojak in vijf nieuwe afleveringen. Elke aflevering duurt twee uur. In 2005 keerde Kojak weer terug naar het scherm. De zwarte acteur Ving Rhames speelde de rol van inspecteur Kojak, maar het werd geen succes. Na één seizoen werd de serie stopgezet.

## Telly Savalas
Savalas werd een trendsetter met zijn vertolking van Kojak: een ruige politieman met een zachte inborst. Dat laatste werd geaccentueerd door Kojaks voorliefde voor lolly's, waar collega-televisiepolitiemannen meestal de voorkeur gaven aan een sigaret. Ook Savalas' kaalgeschoren hoofd was opvallend, evenals zijn kledingkeuze: inspecteur Kojak droeg maatpakken of dure confectie van het Amerikaanse merk Botany 500, flamboyante hoeden (Stetson Tyrol) en opvallende sieraden, zoals een gouden horloge.
De tekstschrijvers van de serie zorgden verder ruimschoots voor goede oneliners, die de geboren Newyorker Savalas met zijn kenmerkende, lijzige accent perfect reproduceerde. Kojaks gevleugelde uitspraak "Who loves ya, baby?" werd de catchphrase van de serie. Zijn auto, een bruine Buick Century 455 model 1973, is nu een verzamelobject.

## Rolverdeling
| Acteur            | Personage          |
| ----------------- | ------------------ |
| Telly Savalas     | Lt. Theo Kojak     |
| Dan Frazer        | Frank McNeil       |
| Kevin Dobson      | Det. Bobby Crocker |
| George Savalas    | Det. Stavros       |
| Vince Conti       | Det. Rizzo         |
| Mark Russell      | Det. Saperstein    |
| Demetrius Joyette | Darryl Hines       |